# 吉良卷管螺
吉良卷管螺（学名：Comitas kirai）是新腹足目卷管螺科Comitas属的一种。主要分布于台湾，常栖息在泥沙质海底。